# Hospital internacional de Kampala
El Hospital internacional de Kampala (en inglés: International Hospital Kampala) es un exclusivo centro privado, para la atención médica terciaria propiedad de International Medical Group (Grupo médico internacional), el mayor proveedor de servicios médicos privados en el país africano de Uganda. En julio de 2009, el hospital tiene una capacidad de ochenta (80) camas.
El hospital se encuentra en Namuwongo en el sureste de Kampala, a unos 6 kilómetros (3.7 millas) del distrito central de negocios de la ciudad.